# دايكي شيناغاوا
دايكي شيناغاوا (باليابانية: 品川 大輝) (مواليد 7 يونيو 1990)، هو لاعب كرة قدم سابق كان يلعب كحارس مرمى.

## وصلات خارجية
- دايكي شيناغاوا على موقع رابطة كرة القدم اليابانية للمحترفين (اليابانية)
- دايكي شيناغاوا على موقع Soccerway.com (الإنجليزية)